# Jerzy Brudny
Jerzy Brudny (ur. 1863 w Pogórzu koło Skoczowa, zm. 17 maja 1940 w Ogrodzonej) – polski poeta.
Pochodził z Kowali. Uczył się w szkole ewangelickiej w Skoczowie. Ze względów zdrowotnych lub finansowych nie mógł kontynuować edukacji. Po odbyciu służby wojskowej ożenił się w 1888 z Zuzanną Cholewik i zamieszkał w Roztropicach. Mieli jedną córkę, Annę (ur. 1892 r.) Po rozwodzie przeniósł się do Skoczowa, gdzie podjął pracę jako robotnik kolejowy.
Później zajmował się ogrodnictwem i zbieraniem ziół. Od 1903 do 1936 wydał kilkanaście tomików swoich wierszy, rozważań religijnych oraz powieści historyczno-religijnych. Pisał je literacką polszczyzną. Często poruszał temat dziejów protestantyzmu na Śląsku Cieszyńskim, unikał za to tematów społecznych i polityczno-narodowych. Pochwalał jednocześnie lojalność monarchii habsburskiej oraz działalność narodową wykraczającą poza próby zachowania języka polskiego.
Badacze zwracają uwagę, że Był jedynym wśród pisarzy ludowych na Śląsku, który nie publikował swych utworów w gazetach, a wydawał je w formie samodzielnych zwartych publikacji.
Prowadził głównie żywot wędrowca, szukając na jarmarkach i odpustach okazji do sprzedania swoich ziół i tomików wierszy. Jeszcze po wybuchu II wojny światowej wędrował z Gumien, gdzie w tym czasie najczęściej mieszkał, w okolice Goleszowa i Trzyńca. Zmarł w czasie jednej z takich wędrówek w Ogrodzonej, gdzie zatrzymał się u jednego z gospodarzy.

## Tomiki
Jerzy Brudny napisał kilkanaście tomików, wśród nich:
- Pociecha w utrapieniu. Na zasadzie Pisma świętego w 11 wierszach ułożył... (1903)
- Utwierdzenie w wierze, ułożył w pieśniach, w wierszach, w historii i w powiastkach... (1904)
- Głosy wołające do Boga. Śpiewy i powieści (1905)
- Dzieci wołające w kościele. Pieśni, wiersze, rozprawa i powieści (1906)
- Głosy kościelne. Wiersze, rozprawa, powiastki (1909)
- Pieśni o założeniu kościoła Jezusowego w Cieszynie z łaski Bożej danego. Ku uczczeniu radosnej pamiątki 200-letniego istnienia zboru, tej matki zborów śląskich i austriackich (1909)
- Ewangelik. Opis życia, historia zboru jaworskiego, wiersze, przysłowia i powiastki (1909)
- Głos Pana nad Pany. Pieśni, wiersze i historia frydeckiego zboru (1912)
- Śpiewki ludowe dla użytku dorosłej młodzieży, osobliwie kochających i żołnierzy. Ku wspomnieniu i rozweseleniu ułożył... (1914)
- Wiązanka kwiatów naszej młodzieży (1936)